# 安多弗 (康乃狄克州)
安多弗（英語：Andover）是一個位於美國康乃狄克州托蘭縣的城鎮。

## 地理
安多弗的座標為41°43′58″N 72°22′29″W / 41.73278°N 72.37472°W，而該地的平均海拔高度為122米（即400英尺）。

## 人口
根據2010年美國人口普查的數據，安多弗的面積為40.70平方千米，當中陸地面積為40.00平方千米，而水域面積為0.70平方千米。當地共有人口3303人，而人口密度為每平方千米81.15人。